# Elżbieta Holewińska-Łapińska
Elżbieta Holewińska-Łapińska (ur. 1946) – polski prawnik, doktor habilitowany nauk prawnych, profesor nadzwyczajny Uniwersytetu Warszawskiego, specjalistka w zakresie prawa cywilnego i prawa rodzinnego.

## Życiorys
W 1977 na Wydziale Prawa i Administracji Uniwersytetu Warszawskiego na podstawie napisanej pod kierunkiem Tomasza Dybowskiego rozprawy pt. Uznanie dziecka według kodeksu rodzinnego i opiekuńczego otrzymała stopień naukowy doktora nauk prawnych w zakresie prawa. Tam też w 2002
na podstawie dorobku naukowego oraz rozprawy pt. Adopcje zagraniczne w praktyce polskich sądów uzyskała stopień doktora habilitowanego nauk prawnych w zakresie prawa, specjalność: prawo cywilne. Została profesorem nadzwyczajnym Uniwersytetu Warszawskiego.
Została członkiem Rady Naukowej Instytutu Wymiaru Sprawiedliwości.